# Tour de France 1973
60. Tour de France rozpoczął się 30 czerwca w holenderskim Scheveningen, a zakończył się 22 lipca w Paryżu. Wyścig składał się z prologu i 20 etapów. Cała trasa liczyła 4140 km.
Klasyfikację generalną wygrał Hiszpan Luis Ocaña z czasem 122h 25' 34" i z przewagą nad drugim Bernardem Thévenetem wynoszącą 15' 51". Klasyfikację punktową wygrał Belg Herman Van Springel, górską Hiszpan Pedro Torres, sprinterską Belg Marc Demeyer, a kombinowaną Holender Joop Zoetemelk. Ocaña został też najaktywniejszym kolarzem. W latach 1973–1988 prowadzono dwie klasyfikacje drużynowe: czasową i punktową. W 1973 roku obie klasyfikacje wygrały zespoły francuskie: w pierwszej triumfował Bic, a w drugiej Gan–Mercier.
Czterokrotny triumfator Wielkiej Pętli, Belg Eddy Merckx nie wystartował w tej edycji po tym, jak został o to poproszony przez organizatorów wyścigu.
Jeden z faworytów wyścigu, Francuz Raymond Poulidor musiał się wycofać po upadku z przełęczy Col de Portet-d’Aspet na trasie 13 odcinka.
Trzech kolarzy: Brytyjczyk Barry Hoban i Francuzi Jean-Claude Baud oraz Michel Roques zostali zdyskwalifikowani za doping.

## Drużyny
W tej edycji TdF wzięło udział 12 drużyn:
- Gan-Mercier
- Sonolor
- Carpenter-Shimano-Flandria
- Peugeot-BP
- Bic
- Watney-Maes
- Rokado
- Gitane-Frigecreme
- Canada Dry-Gazelle
- De Kova-Lejeune
- Kas
- La Casera-Bahamontes

## Etapy
| P   | 30 czerwca | Scheveningen                              | ITT 7,1 km    | Joop Zoetemelk           |               |               |               |
| 1A  | 1 lipca    | Scheveningen – Rotterdam                  | 84,0 km       | Willy Teirlinck          |               |               |               |
| 1B  | 1 lipca    | Rotterdam – Sint-Niklaas                  | 137,5 km      | José Catieau             |               |               |               |
| 2A  | 2 lipca    | Sint-Niklaas                              | TTT 12,5 km   | Watney-Maes              |               |               |               |
| 2B  | 2 lipca    | Sint-Niklaas – Roubaix                    | 138,0 km      | Eddy Verstraeten         |               |               |               |
| 3   | 3 lipca    | Roubaix – Reims                           | 226,0 km      | Cyrille Guimard          |               |               |               |
| 4   | 4 lipca    | Reims – Nancy                             | 214,0 km      | Joop Zoetemelk           |               |               |               |
| 5   | 5 lipca    | Nancy – Miluza                            | 188,0 km      | Walter Godefroot         |               |               |               |
| 6   | 6 lipca    | Miluza – Divonne-les-Bains                | 244,5 km      | Jean-Pierre Danguillaume |               |               |               |
|     | 7 lipca    | Dzień przerwy                             | Dzień przerwy | Dzień przerwy            | Dzień przerwy | Dzień przerwy | Dzień przerwy |
| 7A  | 8 lipca    | Divonne-les-Bains – Gaillard              | 86,5 km       | Luis Ocaña               |               |               |               |
| 7B  | 8 lipca    | Gaillard – Méribel                        | 150,5 km      | Bernard Thévenet         |               |               |               |
| 8   | 9 lipca    | Moutiers – Les Orres                      | 237,5 km      | Luis Ocaña               |               |               |               |
| 9   | 10 lipca   | Embrun – Nicea                            | 234,5 km      | Vicente López Carril     |               |               |               |
| 10  | 11 lipca   | Nicea – Aubagne                           | 22,5 km       | Michael Wright           |               |               |               |
| 11  | 12 lipca   | Montpellier – Argelès-sur-Mer             | 238,0 km      | Barry Hoban              |               |               |               |
| 12A | 13 lipca   | Perpignan – Thuir                         | ITT 28,3 km   | Luis Ocaña               |               |               |               |
| 12B | 13 lipca   | Thuir – Pyrénées 2000                     | 76,0 km       | Lucien Van Impe          |               |               |               |
|     | 14 lipca   | Dzień przerwy                             | Dzień przerwy | Dzień przerwy            | Dzień przerwy | Dzień przerwy | Dzień przerwy |
| 13  | 15 lipca   | Bourg-Madame – Luchon                     | 235,0 km      | Luis Ocaña               |               |               |               |
| 14  | 16 lipca   | Luchon – Pau                              | 230,0 km      | Pedro Torres             |               |               |               |
| 15  | 17 lipca   | Pau – Fleurance                           | 137,0 km      | Wilfried David           |               |               |               |
| 16A | 18 lipca   | Fleurance – Bordeaux                      | 210,0 km      | Walter Godefroot         |               |               |               |
| 16B | 18 lipca   | Bordeaux                                  | ITT 12,4 km   | Joaquim Agostinho        |               |               |               |
| 17  | 19 lipca   | Sainte-Foy-la-Grande – Brive-la-Gaillarde | 248,0 km      | Claude Tollet            |               |               |               |
| 18  | 20 lipca   | Brive-la-Gaillarde – Puy de Dôme          | 216,5 km      | Luis Ocaña               |               |               |               |
| 19  | 21 lipca   | Bourges – Wersal                          | 233,5 km      | Barry Hoban              |               |               |               |
| 20A | 22 lipca   | Wersal                                    | ITT 16,0 km   | Luis Ocaña               |               |               |               |
| 20B | 22 lipca   | Wersal – Paryż                            | 89,0 km       | Bernard Thévenet         |               |               |               |

## Klasyfikacje końcowe

### Klasyfikacja generalna
| Pozycja | Zawodnik             | Drużyna     | Czas          |
| ------- | -------------------- | ----------- | ------------- |
| 1.      | Luis Ocaña           | Bic         | 122 h 25' 34" |
| 2.      | Bernard Thévenet     | KAS         | +15' 51"      |
| 3.      | José Manuel Fuente   | Sonolor     | +17' 15"      |
| 4.      | Joop Zoetemelk       | Gitane      | +26' 22"      |
| 5.      | Lucien Van Impe      | Sonolor     | +30' 20"      |
| 6.      | Herman Van Springel  | Rokado      | +32' 01"      |
| 7.      | Michel Périn         | Gan-Mercier | +33' 02"      |
| 8.      | Joaquim Agostinho    | Bic         | +35' 51"      |
| 9.      | Vicente López Carril | KAS         | +36' 18"      |
| 10.     | Régis Ovion          | Peugeot     | +36' 59"      |

### Klasyfikacja punktowa
| Pozycja | Zawodnik            | Drużyna  | Punkty |
| ------- | ------------------- | -------- | ------ |
| 1.      | Herman Van Springel | Rokado   | 187    |
| 2.      | Joop Zoetemelk      | Gitane   | 168    |
| 3.      | Luis Ocaña          | Bic      | 145    |
| 4.      | Bernard Thévenet    | Peugeot  | 139    |
| 5.      | Walter Godefroot    | Flandria | 139    |

### Klasyfikacja górska
| Pozycja | Zawodnik           | Drużyna   | Punkty |
| ------- | ------------------ | --------- | ------ |
| 1.      | Pedro Torres       | La Casera | 225    |
| 2.      | José Manuel Fuente | KAS       | 216    |
| 3.      | Luis Ocaña         | Bic       | 192    |
| 4.      | Bernard Thévenet   | Peugeot   | 119    |
| 5.      | Lucien Van Impe    | Sonolor   | 107    |

### Klasyfikacja kombinowana
| Pozycja | Zawodnik            | Drużyna  | Punkty |
| ------- | ------------------- | -------- | ------ |
| 1.      | Joop Zoetemelk      | Gitane   | 20     |
| 2.      | Lucien Van Impe     | Sonolor  | 26     |
| 3.      | Bernard Thévenet    | Peugeot  | 33     |
| 4.      | Herman Van Springel | Rokado   | 50     |
| 5.      | Joaquim Agostinho   | Flandria | 55     |

### Klasyfikacja sprinterska
| Pozycja | Zawodnik           | Drużyna     | Punkty |
| ------- | ------------------ | ----------- | ------ |
| 1.      | Marc Demeyer       | Flandria    | 105    |
| 2.      | Barry Hoban        | Gan-Mercier | 70     |
| 3.      | Willy Teirlinck    | Sonolor     | 60     |
| 4.      | Raymond Riotte     | Sonolor     | 28     |
| 5.      | Robert Mintkiewicz | Sonolor     | 16     |

### Klasyfikacja drużynowa
| Pozycja | Drużyna     | Czas          |
| ------- | ----------- | ------------- |
| 1.      | Bic         | 369 h 31' 55" |
| 2.      | Peugeot     | +20' 23"      |
| 3.      | KAS         | +20' 42"      |
| 4.      | Gan-Mercier | +23' 04"      |
| 5.      | Rokado      | +1 h 40' 42"  |